# Grenzwellen
Grenzwellen ist der Titel einer Musiksendung im Programm des privaten Hörfunksenders Radio Hannover. Dort läuft sie seit dem 9. April 2014 jeden Mittwoch von 21:00 bis 0:00 Uhr. Gegenstand der Sendung ist die elektronische Musik. Moderiert wird sie von Ecki Stieg.

## Geschichte
Die Sendung wurde ursprünglich beim privaten niedersächsischen Hörfunksender Radio ffn ausgestrahlt. Dort lief sie von 1987 bis 1997 auf dem Sendeplatz am späten Sonntagabend von 21:00 bis 0:00 Uhr, gegen Ende am Mittwochabend von 22:00 bis 1:00 Uhr. Im Zuge der Neuorientierung von Radio ffn zu einem chartorientierten Formatradio wurde die Möglichkeit, die Grenzwellen in das übrige Programmkonzept des Senders einzubinden, von den Programmverantwortlichen zunehmend skeptisch gesehen. 1997 wurde die Sendung dort eingestellt.
1998 wurde der Versuch unternommen, die Grenzwellen als TV-Format zu etablieren. So wurde das komplette Zillo-Festival in Hildesheim nicht nur aufwändig gefilmt; sämtliche Auftritte auf der Hauptbühne (mit Ausnahme der Hauptacts The Cure und Rammstein) wurden zudem noch auf 24 Spuren mitgeschnitten (darunter Wolfsheim, Das Ich, Clan of Xymox, And One, Alexander Veljanov). Die Sendung wurde nicht ausgestrahlt.